# Bufonia ramonensis
Bufonia ramonensis är en nejlikväxtart som beskrevs av Avinoam Danin. Bufonia ramonensis ingår i släktet Bufonia och familjen nejlikväxter. Inga underarter finns listade i Catalogue of Life.